# Dream (youtuber)
Dream (Orlando, 12 augustus 1999) is een Amerikaans youtuber en Minecraft-speedrunner. Hij maakt tevens let's-play-video's over de sandboxgame. Op 13 augustus 2021 had hij 25 miljoen abonnees.

## Carrière
In 2020 werd Dream door YouTube uitgeroepen tot Top "Breakout" YouTube Creator. In de categorie Top YouTube Creators of 2020 belandde hij op de tweede plaats, achter MrBeast. Dream's video Minecraft Speedrunner VS 3 Hunters GRAND FINALE bereikte de zesde plaats in de lijst van de Top Trending YouTube Videos of 2020.
Dream werkt samen met andere youtubers waaronder Sapnap, GeorgeNotFound en BadBoyHalo. In april of mei 2020 startte Dream samen met GeorgeNotFound de survival-multiplayer server Dream SMP voor Minecraft. Hierin livestreamen Dream en George hun let's-play-video's als rollenspel samen met andere gamevloggers. De server is uitgegroeid tot een van de populairste SMP-servers voor Minecraft. Alle creators op de server zijn sinds hun start op de server sterk gegroeid in abonnees.
Dream was bevriend met Technoblade, een collega-youtuber die ook veel Minecraft speelde. Onder de eigen fanbase werden beiden beschouwd als beste Minecraft-speler. In 2020 maakte MrBeast een video waarin ze beiden deelnamen om uit te maken wie de beste Minecraft-speler was. MrBeast stelde een prijs voor van 100.000 dollar voor de winnaar, uit een 'best of 10' won Technoblade met 6-4.
Dream heeft zich sinds de start van zijn carrière op YouTube nooit vertoond. Op 3 oktober 2022 publiceerde hij een van tevoren aangekondigde video waarin hij zich voor het eerst liet zien.

### Speedrunschandaal
Dream livestreamde voor het eerst een speedrun van Minecraft in oktober 2020. Hij behaalde de vijfde plaats in speedrun.com's Minecraft competitie "1.16+ random seed". Nadat hij beschuldigd werd van valsspelen, werden enkele speedruns onderzocht door speedrun.com en kwamen de onderzoekers tot de conclusie dat Dream een aangepaste versie van Minecraft gebruikte met een hogere drop rate van belangrijke voorwerpen die nodig zijn om de speedrun te kunnen vervolbrengen. Hierop werd Dream gediskwalificeerd.
Hoewel Dream het valsspelen eerst ontkende, gaf hij op 30 mei toe dat hij een client gebruikte die wel degelijk was aangepast. Volgens hem was de client voor hem gecreëerd en was hij niet op de hoogte van de modificaties tijdens de speedruns.

### Muziek
In 2021 startte Dream zijn tweede kanaal Dream Music. Op 4 februari 2021 bracht hij zijn eerste lied, samen met PmBata "Roadtrip" uit. Op 21 mei dat jaar volgde het lied "Mask". Het nummer belandde in de top 10 van de iTunes-hitlijst in de Verenigde Staten. "Mask" gaat over het dragen van een masker met een lachend gezicht - Dream draagt altijd een masker met een lachend gezicht - om depressieve gevoelens te verbergen voor de buitenwereld; het werd om deze reden positief onthaald door zijn fans. Muziekcriticus Anthony Fantano noemde het lied tekstueel eenvoudig en de zang vanwege zware nabewerking lastig te beoordelen. Op 20 augustus 2021 bracht hij zijn derde lied, samen met Alec Benjamin, uit genaamd "Change My Clothes". Dreams debuut-ep To Whoever Wants to Hear verscheen in 2023. De tweede single van die ep, "Everest", nam hij op samen met Yung Gravy.

## Privéleven
Tijdens een Q&A-sessie op Twitter vertelde Dream dat hij ADHD heeft. Later bevestigde hij dit feit tijdens een interview met streamer Hbomb. Dream heeft virtueel onderwijs gevolgd. Hij heeft twee zussen en een broer, waarvan zijn jongere zus bekend staat als Drista. Drista is in een aantal video's van Dream verschenen.